# Uciszków (przystanek kolejowy)
Uciszków (ukr. Утишків, ros. Утишков) – przystanek kolejowy w miejscowości Uciszków, w rejonie złoczowskim, w obwodzie lwowskim, na Ukrainie.